# Rază solară
| 1 R☉ =      | Unități de măsură |
| ----------- | ----------------- |
| 695700×108  | metri             |
| 695.700     | kilometri         |
| 0,00465047  | UA                |
| 432.288     | mile              |
| 735355×10−8 | ani lumină        |
| 225461×10−8 | parseci           |
| 2,32061     | secunde lumină    |

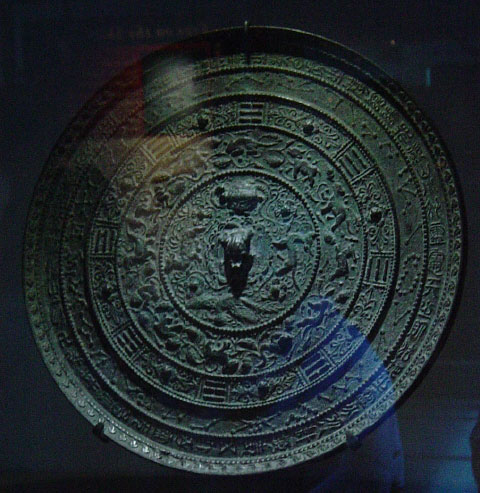
Simboluri cereşti chinezeşti pe o oglindă de bronz antică.

În astrofizică, raza solară este unitatea de lungime folosită convențional pentru exprimarea mărimii stelelor. Este egală cu lungimea razei Soarelui.
De exemplu, o stea cu diametrul de zece ori mai mare decât cel al Soarelui va avea un diametru de douăzeci de raze solare. Raza solară se notează: {\displaystyle R_{\odot }}, unde {\displaystyle R} este notația clasică a razei, iar {\displaystyle \odot } fiind simbolul astronomic al Soarelui.
Primele măsurători precise ale diametrului solar au fost efectuate, în secolul al XVII-lea, de astronomul francez Jean Picard.  Satelitul francez de studiere a Soarelui, Picard, a fost numit așa în onoarea sa. Acest satelit este prevăzut cu un instrument special pentru măsurarea diametrului solar.

## Valoare
Valoarea razei solare este de: 
{\displaystyle 1\,R_{\odot }=6,960\times 10^{8}{\hbox{ m}}=0,004652{\hbox{UA}}} (Unități Astronomice),
adică de circa 109 ori raza Pământului sau aproape de 10 ori raza lui Jupiter.
Ea variază ușor între cei doi poli și ecuator din cauza rotației, care a creat o aplatizare de ordinul a 10 părți la un milion. Vezi articolul 1 E9 m pentru distanțe similare.

Satelitul SOHO a fost utilizat pentru măsurarea diametrului Soarelui cronometrând tranziturile lui Mercur în fața Soarelui, în 2003 și 2006 (următoarele tranzituri vor avea loc în 2016 și 2019). Rezultatul măsurării a dat o rază solară de 696.342 ± 65 km.  

Alte fenomene, cum sunt eclipsele solare, pot și ele să permită estimarea diametrului solar. Tehnicile actuale cele mai performante permit evaluarea mărimii diametrului solar cu o precizie de plus sau minus 35 de kilometri.